# 714. pehotna divizija (Wehrmacht)
714. pehotna divizija (izvirno nemško 714. Infanterie-Division; kratica 714ID) je bila pehotna divizija Heera v času druge svetovne vojne.

## Zgodovina
Divizija je bila ustanovljena 1. maja 1941 kot pehotna divizija 15. vala. 1. aprila 1943 je bil divizija preoblikovana v 114. lovsko divizijo.

## Vojna služba
| Datum      | Delovanje | Korpus               | Armada     | Armadna skupina             | Področje    |
| maj 1941   |           |                      |            | Poveljnik nadomestne vojske |             |
| junij 1941 |           | 11. armadni korpus   | 2. armada  |                             | Jugoslavija |
| julij 1941 |           | 65. armadni korpus   | 12. armada |                             | Srbija      |
| april 1942 |           | Befehlshaber Serbien | 12. armada |                             | Srbija      |
| marec 1943 |           | Befehlshaber Serbien |            | Armadna skupina E           | Hrvaška     |

## Organizacija
1942
- 721. pehotni polk
- 741. pehotni polk
- 661. artilerijski bataljon
- 714. divizijske enote

## Pripadniki
Divizijski poveljniki
| 1. | Generalporočnik Friedrich Stahl   |  | (november 1941 – 1. januar 1943)    |
| 2. | Generalporočnik Josef Reichert    |  | (1. januar 1943 – 20. februar 1943) |
| 2. | General gorskih enot Karl Eglseer |  | (20. februar 1943 – 1. april 1943)  |